# Nyctemera adversata
Nyctemera adversata är en fjärilsart som beskrevs av Johann Gottlieb Schaller 1788. Nyctemera adversata ingår i släktet Nyctemera och familjen björnspinnare. Inga underarter finns listade i Catalogue of Life.

## Bildgalleri

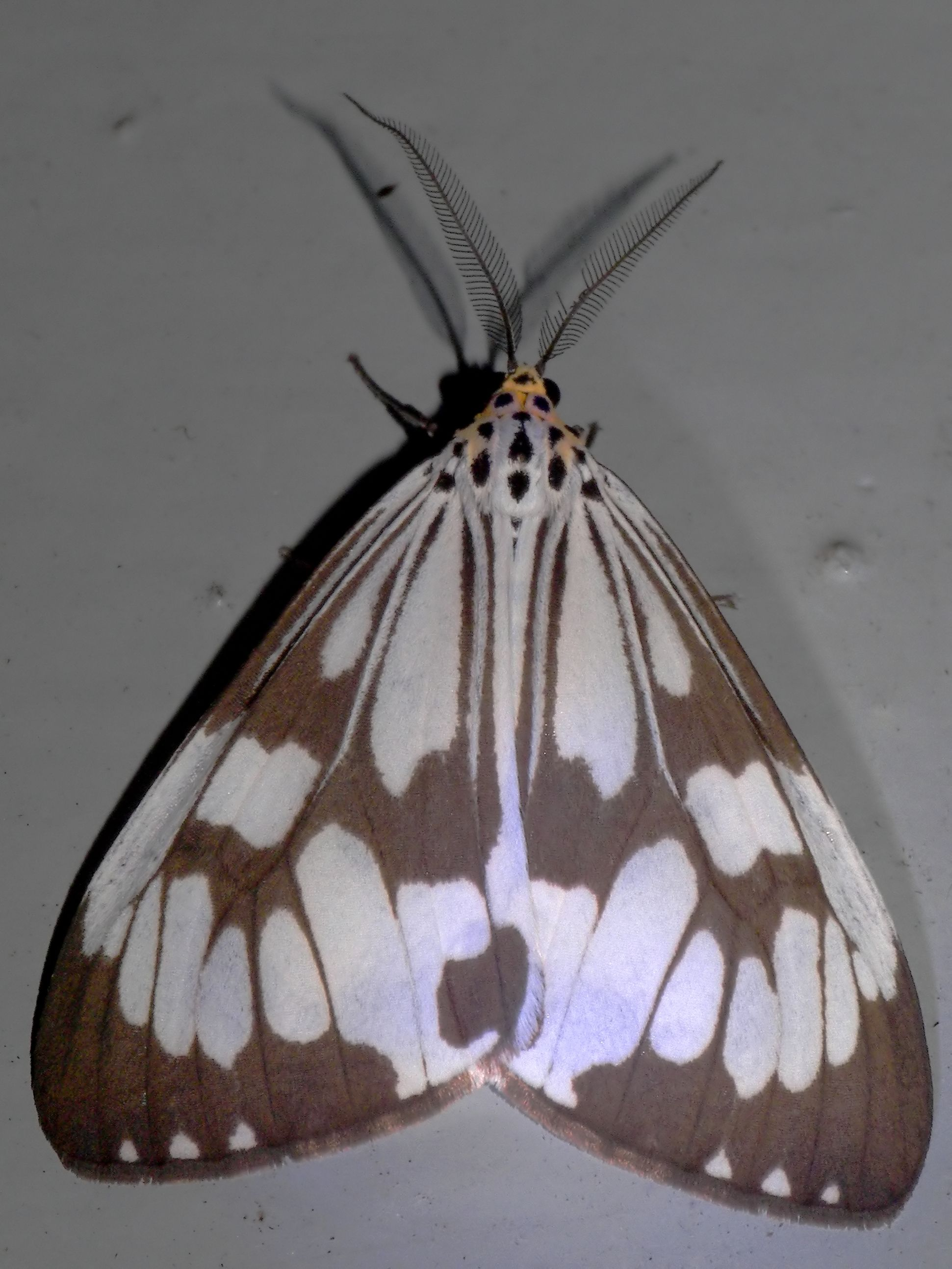
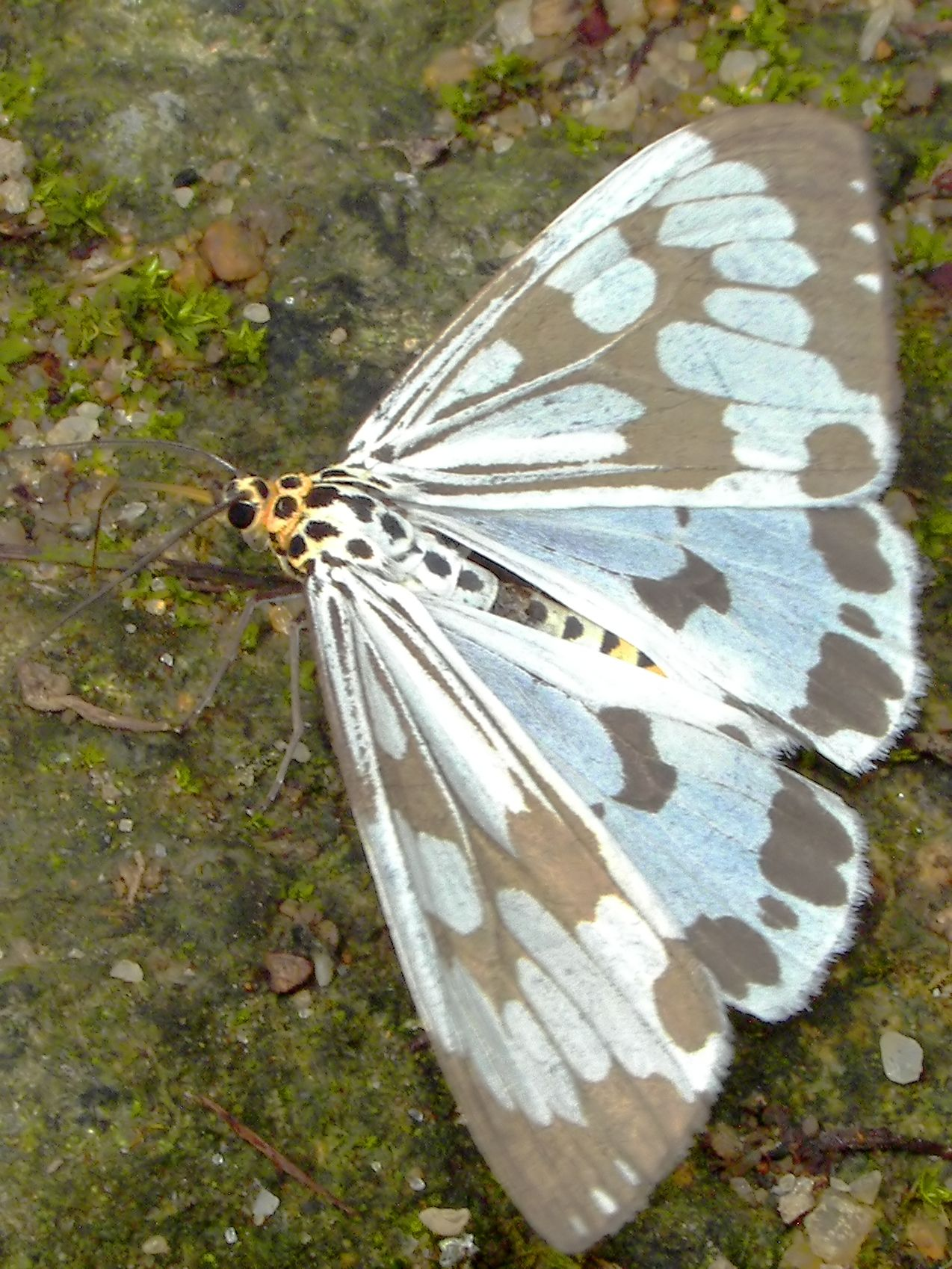
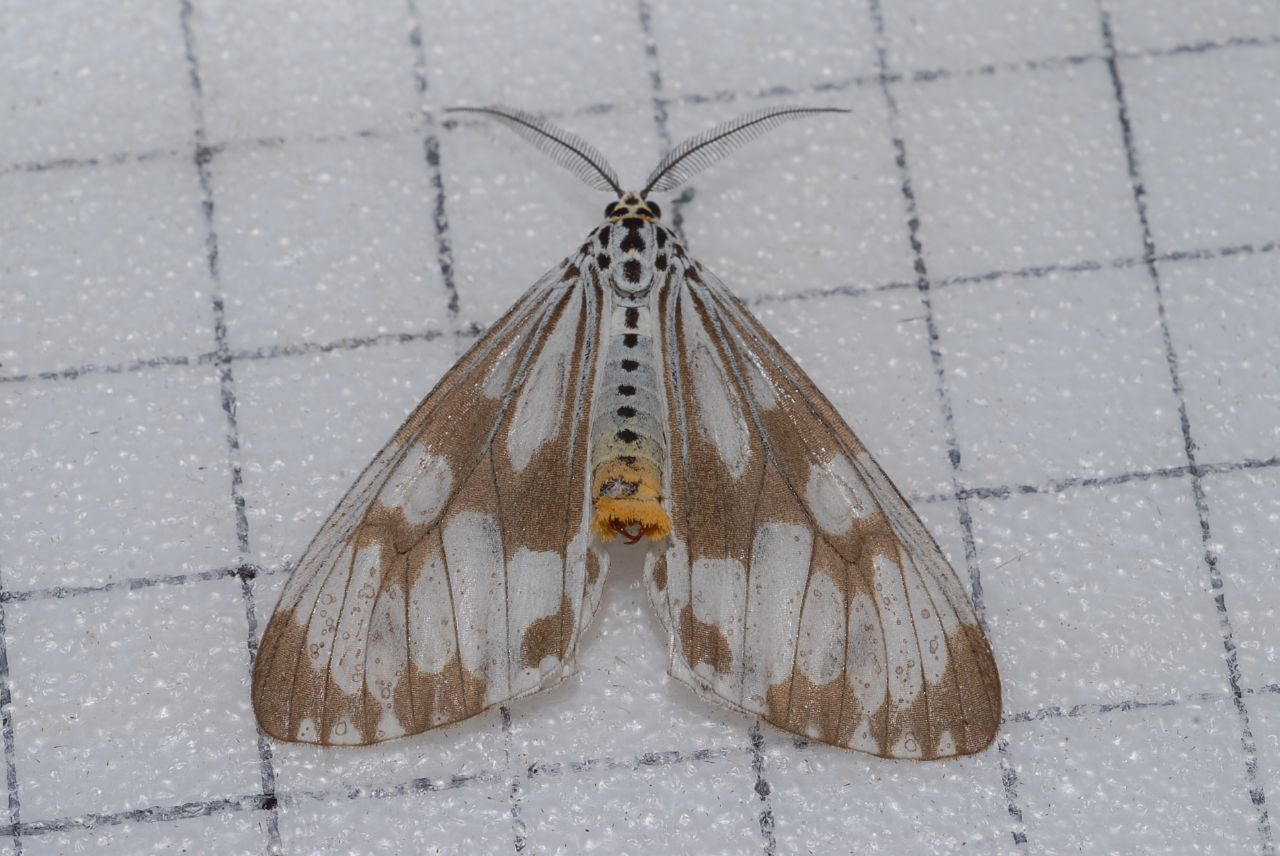
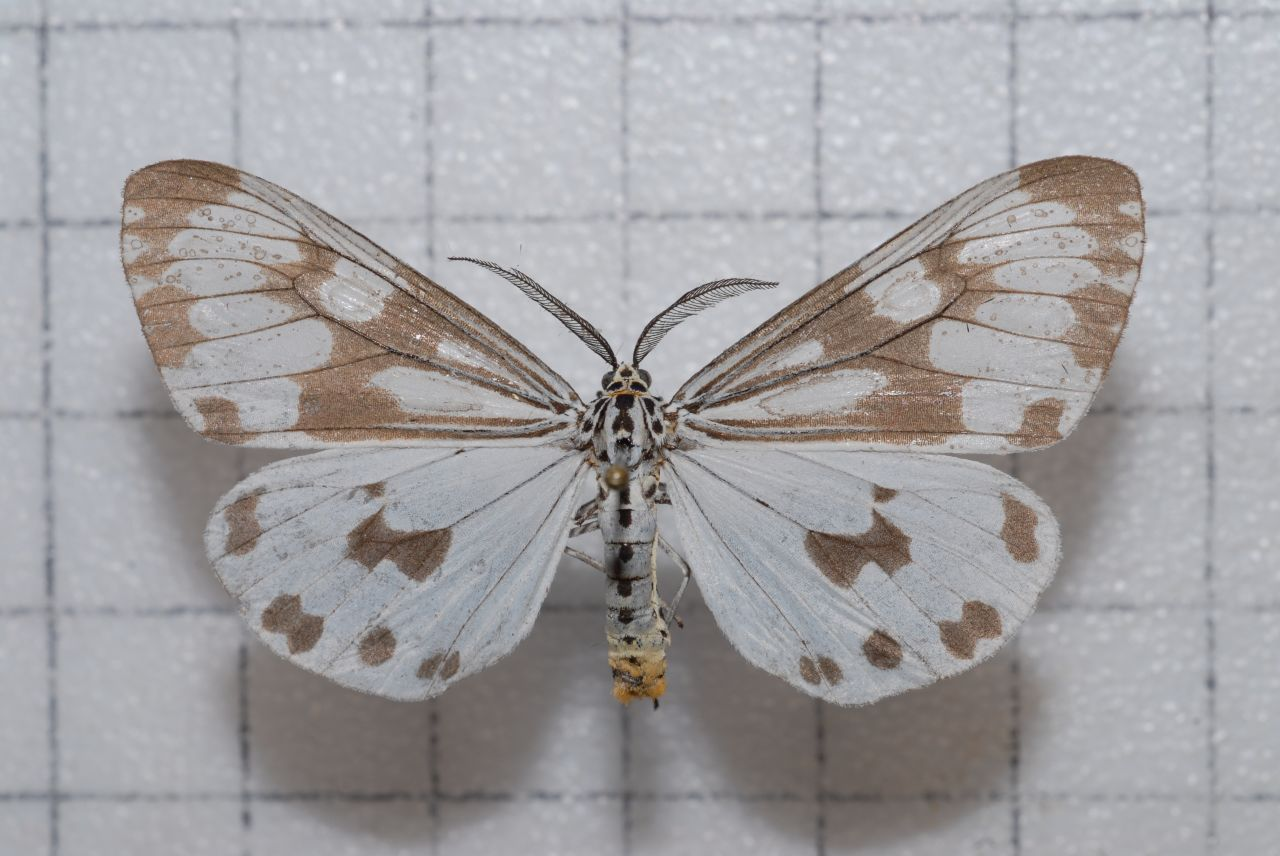